# متخصص تكنولوجيا معلومات (جيش)

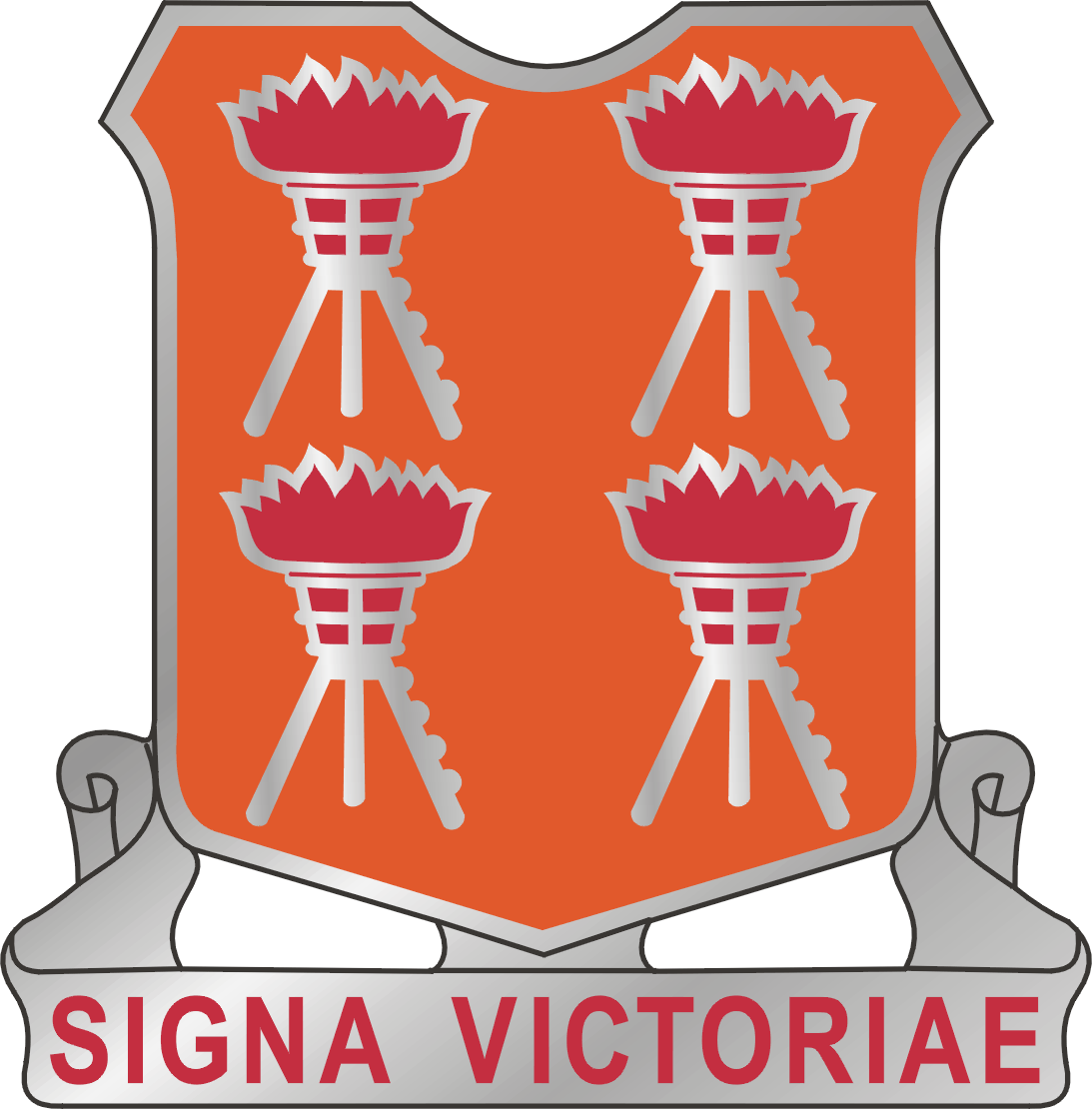

متخصص تكنولوجيا معلومات (بالإنجليزية: Information technology specialist)‏ هو التخصص المهني العسكري (أم أو أس) MOS في جيش الولايات المتحدة. يتحمل اختصاصيو تكنولوجيا المعلومات مسؤولية صيانة ومعالجة واستكشاف الأخطاء وإصلاحها في أنظمة الكمبيوتر العسكرية وعملياته.

هؤلاء الجنود يتعاملون مع معلومات حساسة للغاية، ويحتاجون إلى المهارات التقنية والقدرات للغة البرمجة والكمبيوتر. للشخص الذي يرغب في مهنة في برمجة الكمبيوتر أو الهندسة، وهذا العمل يحتاج لتوفير التدريب اللازم. وهؤلاء الجنود حيويون للجيش وللأمن الوطني.

## معلومات الدورة
دورة اختصاصي تكنولوجيا المعلومات في فورت جوردون هي التدريب الفردي المتقدم (إي أي تي) AIT وتدار من قبل لواء إشارة العمل ال 15، تم تصميم الدورة لإعداد الجنود من خلال تعليمهم المهارات اللازمة ليصبحوا بارعين في تحديد مشاكل الكمبيوتر المستخدم وتنسيق القرار وتركيب وتكوين ورصد الشبكات المحلية والشبكات الواسعة النطاق والأجهزة والبرمجيات، وتجميع، والمدخلات ومعالجة المعلومات.
المنهج الدراسي هو كما يلي:
- أيه بلس A+ الأجهزة والبرامج (56 ساعة)
- أن بلس N+ أساسيات الشبكات (48 ساعة)
- ويندوز وأوتلوك Outlook (24 ساعة)
- أيه أي أس AIS (أي أيع أس أوه) IASO (24 ساعة)
- مقدمة عن تي سي بي \ أي بي TCP/IP (24 ساعة)
- مقدمة عن المحولات أو المبدلات Switches (24 ساعة)
- مقدمة في الموجهات Routers (40 ساعة)
- خادم / تبادلي Server/Exchange (56 ساعة)
- مقدمة عن يونكس UNIX (40 ساعة)
- مدير نظم سولاريس Solaris (40 ساعة)
- نيتكوم NETCOM (32 ساعة)
- نيت أيه في NET A/V (32 ساعة)
- تحري الخلل مسبقا وإصلاحه (32 ساعة)
- مقدمة عن إف بي سي بي تو Fbcb2 (40 ساعة)
- نظام إدارة الإنترنت التكتيكي (40 ساعة)
- مقدمة عن مناورة نظام التحكم MCS (40 ساعة)
- مركز العمليات التكتيكية الرقمية (40 ساعة)

### أيه بلس A+ الأجهزة والبرامج
يوفر للطالب المهارات والمعرفة اللازمة لتحديد وتركيب وتكوين وإدارة وأداء صيانة مستوى الوحدة (يو أل أم) (ULM) على الحواسيب الصغيرة. وهذا يشمل تركيب وتكوين أنظمة التشغيل (أو أس) OS وبرامج الفيروسات.

### أن بلس N+ أساسيات الشبكات
يوفر للطالب المهارات والمعرفة اللازمة لتحديد مصطلحات اتصالات البيانات ومصطلحات الشبكة، وأداء وظائف مدير الشبكة الأساسية (إن إيه) NA .

### ويندوز وأوتلوك Outlook
يوفر للطالب المهارات والمعرفة لتثبيت وتكوين ميكروسوفت ويندوز الأحترافي بشكل صحيح وإنشاء حسابات المستخدمين. والمهارات اللازمة لتثبيت وإنشاء واستكشاف أخطاء البريد الإلكتروني لحسابات أوتلوك.

### أيه أي أس AIS (أي أيع أس أوه) IASO
ويتم توفير التدريب الأولي على التعرف على مواطن الضعف والتهديدات المحتملة في النظم والشبكات الحاسوبية.

### مقدمة عن تي سي بي \ أي بي TCP/IP
يوفر للطالب المهارات والمعرفة اللازمة لفهم قدرات بروتوكول التحكم في الإرسال / بروتوكول الإنترنت TCP/IP ، وتعيين عنوان أي بي IP بشكل صحيح وفقا لمتطلبات المضيف والشبكة، وإنشاء عناوين شبكة إضافية عن طريق الشبكات الفرعية عناوين أي بي IP .